# Rapporti tra stato italiano e chiese
I rapporti tra lo stato italiano con le singole confessioni religiose vengono regolati da appositi accordi, richiamati nell'art. 7 per la Chiesa cattolica e nell'art. 8 per tutte le altre confessioni non cattoliche. Per quanto riguarda la prima, tale accordo prende il nome di Concordato, redatto nel 1929 (Patti Lateranensi) e modificato nel 1984 (Accordo di Villa Madama). Gli accordi con le altre religioni prendono invece il nome di Intese e possono essere richieste con apposita procedura da tutti gli enti di culto dotati di personalità giuridica che abbiano chiesto e ottenuto lo status di "confessione religiosa" in base alla legge 1159/1929 e al suo regolamento di attuazione, il regio decreto 28 febbraio 1930, n.289.
La differenza tra questi due strumenti risiede nel fatto che il Concordato è un accordo internazionale tra Italia e Santa Sede mentre le Intese sono contratti di diritto pubblico stipulati tra lo stato e specifici enti religiosi italiani.
La Chiesa cattolica e le confessioni che hanno stretto un'Intesa con lo stato godono di norme specifiche finalizzate a tutelare aspetti peculiari del proprio credo e di diversi vantaggi, tra i quali la ripartizione della quota dell'otto per mille del gettito IRPEF. Si possono inoltre dedurre ai fini fiscali atti di liberalità fino a 1032,91 € a loro favore.

## Intese
- Chiesa evangelica valdese (Unione delle Chiese metodiste e valdesi) (conclusa 21 febbraio 1984 e approvata con la legge n. 449/1984, revisione conclusa il 25 gennaio 1993 e approvata con la legge n. 409/1993)
- Assemblee di Dio in Italia (pentecostali) (conclusa il 29 dicembre 1986 e approvata con la legge n. 517/1988)
- Unione italiana delle Chiese Cristiane Avventiste del 7º giorno (conclusa il 29 dicembre 1986 e approvata con la legge n. 516/1988, revisione conclusa il 6 novembre 1996 e approvata con la legge n. 637/1996)
- Unione delle comunità ebraiche italiane (conclusa il 27 febbraio 1987 e approvata con la legge n. 101/1989, revisione conclusa il 6 novembre 1996 e approvata con la legge n. 638/1996)
- Unione cristiana evangelica battista d'Italia (conclusa il 29 marzo 1993 e approvata con la legge n. 116/1995)
- Chiesa evangelica luterana in Italia (conclusa il 20 aprile 1993 e approvata con la legge n. 520/1995)
- Chiesa di Gesù Cristo dei santi degli ultimi giorni (mormoni) (conclusa il 4 aprile 2007 e approvata con legge n. 126/2012)
- Arcidiocesi d'Italia ed esarcato per l'Europa meridionale (conclusa il 4 aprile 2007 e approvata con legge n. 127/2012)
- Chiesa apostolica in Italia (pentecostali) (conclusa il 4 aprile 2007 e approvata con legge n. 128/2012)
- Unione buddhista italiana (conclusa il 20 marzo 2000, revisione conclusa il 4 aprile 2007, ratificata dal Parlamento l'11 dicembre 2012)
- Unione induista italiana (conclusa il 4 aprile 2007, ratificata dal Parlamento l'11 dicembre 2012)
- Istituto buddista italiano Soka Gakkai (conclusa il 27 giugno 2015)
- Associazione Chiesa d'Inghilterra (conclusa il 30 luglio 2019, ratificata con Legge 29 dicembre 2021, n. 240)

## Intese firmate ma mai perfezionate
In alcuni casi, come ad esempio con l'UCOII, non si è ancora riusciti ad arrivare ad una bozza di intesa nonostante l'apertura delle trattative, mentre in altri, esse sono state firmate ma successivamente non sono perfezionate dal parlamento, e pertanto non sono mai entrate in vigore:
- Congregazione cristiana dei testimoni di Geova (conclusa il 20 marzo 2000, revisione conclusa il 4 aprile 2007).
- terza revisione dell'intesa con l'Unione italiana delle Chiese Cristiane Avventiste del 7º giorno (conclusa il 23 aprile 2004, revisione conclusa il 4 aprile 2007)
- terza revisione dell'intesa con la Chiesa evangelica valdese (Unione delle Chiese metodiste e valdesi) (conclusa il 27 maggio 2005, revisione conclusa il 4 aprile 2007)

## Enti di culto ufficialmente riconosciuti come confessione religiosa
Ad oggi, alcune altre decine di enti di culto sono riconosciuti ufficialmente come confessione religiosa in base alla legge 1159/1929, passo necessario per la successiva eventuale stipula di un'intesa con lo stato italiano. Qualunque ente di culto può fare domanda di riconoscimento sottoponendo il proprio statuto al prefetto della provincia dove ha sede, il quale avvierà la pratica. In caso di esito positivo della stessa, verrà emanato un apposito decreto del presidente della repubblica.
Gli enti di culto riconosciuti, ma privi di intesa, non godono dell'8 per mille ma, qualora ne abbiano i requisiti, possono chiedere di ricevere il 5 per mille.

## Consulta per l'islam italiano
Organismo di carattere esclusivamente consultivo del Ministero dell'interno, composto da alcuni autorevoli rappresentanti dell'islam in Italia, dietro nomina ministeriale. Istituita nel 2005, riformata nel 2010, è stata ricostituita nel 2016, ogni volta con nomi differenti. 
Nel 2017 si giunse alla firma del documento Patto per l'Islam Italiano, sottoscritto da numerose comunità. 
Nel 2024 l'intero consiglio si dimise in polemica con il Ministero dell'interno, accusato di aver interrotto il dialogo. 